# Convento de San Marcos (León)

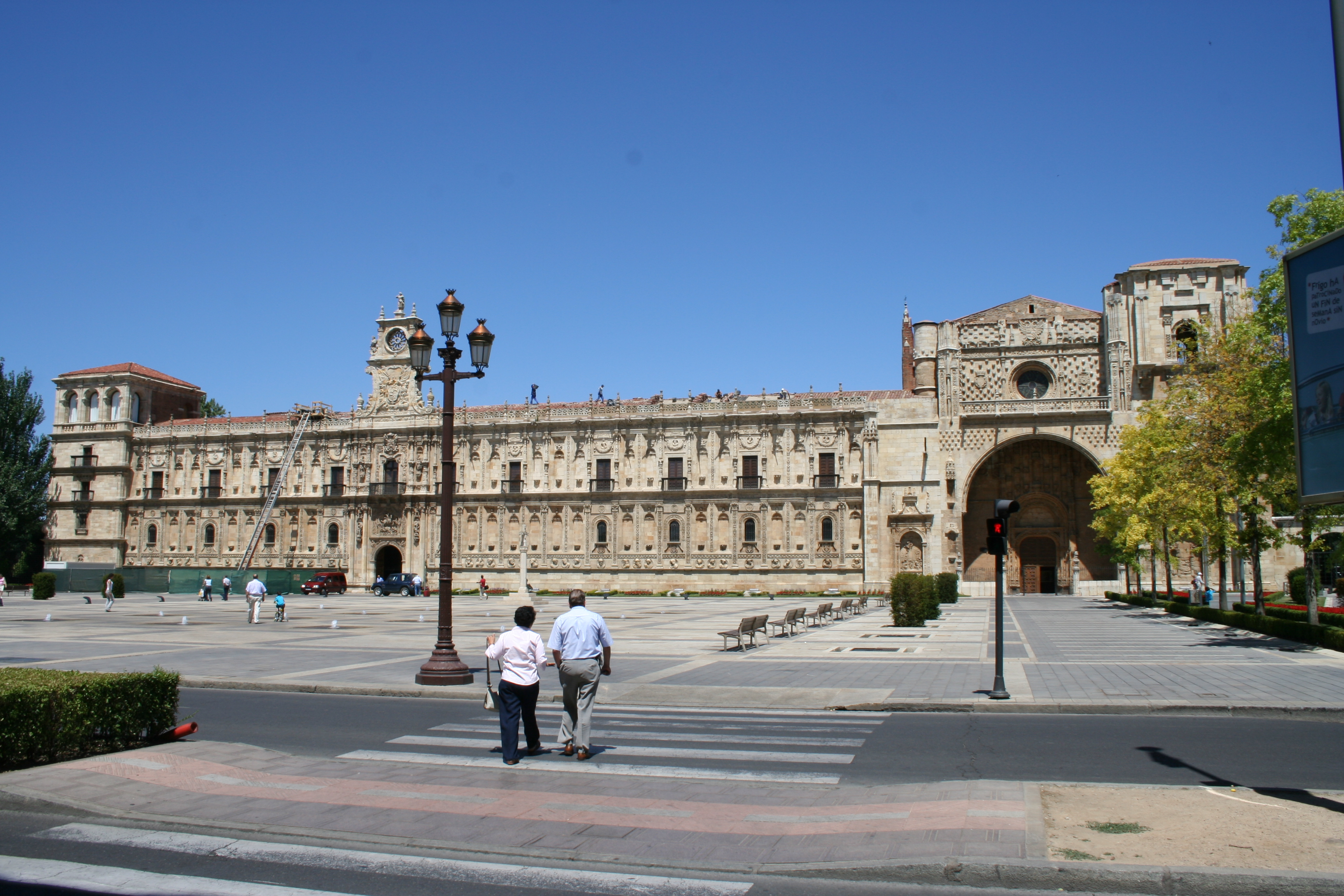
Convento de San Marcos in León

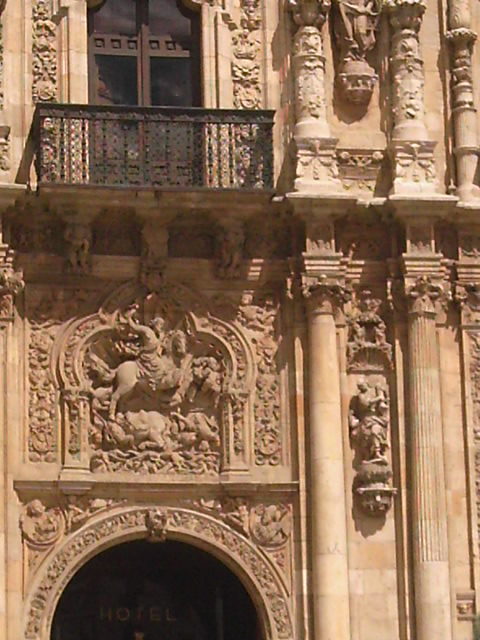
Fassade mit einem Relief des Apostels Jakobus

Der Convento de San Marcos in León, einer Stadt in der spanischen Autonomen Gemeinschaft Kastilien und León, geht auf ein Pilgerhospital aus dem 12. Jahrhundert zurück. Das Gebäude am Nordwestrand der Stadt, am Ufer des Río Bernesga gelegen, ist ein geschütztes Baudenkmal (Bien de Interés Cultural).

## Geschichte
Im 12. Jahrhundert befand sich an der Stelle des Convento das Haupthaus des Santiagoordens, der 1152 zum Schutz der Jakobspilger gegründet wurde. Bald wurden die Gebäude um eine Kirche und ein Pilgerhospital erweitert. Die heutigen Gebäude entstanden zum größten Teil während des Siglo de Oro, im 16. Jahrhundert.
Von Juli 1936 bis Ende 1940 befand sich in dem Gebäude ein Konzentrationslager des Franco-Regimes, in dem zahlreiche politische Gegner ermordet wurden.

## Beschreibung
Der heutige Bau des ehemaligen Convento de San Marcos wurde unter den Katholischen Königen als Klosterbau (span. Convento) nach Plänen von Pedro de Larrea begonnen. Der Renaissancebau besitzt eine über hundert Meter lange Fassade, deren östlicher Teil 1533 bis 1541 erbaut wurde. Der westliche, barocke Teil mit Portal und Uhrturm wurde 1708 bis 1716 geschaffen. Die zwei Geschosse sind reich mit plateresken Dekorationen versehen. Über dem Hauptportal ist der Apostel Jakobus als Maurentöter dargestellt.
An der östlichen Seite schließt sich der Kreuzgang und die Klosterkirche an, die dem Evangelisten Markus (span. San Marcos) geweiht ist.

## Heutige Nutzung
Im Kreuzgang, dem Kapitelsaal und der Sakristei ist ein Museum (Museo de León) untergebracht, das vor allem sakrale Kunst zeigt. In der ehemaligen Pilgerherberge und einem Anbau aus dem 20. Jahrhundert befindet sich seit 1964 ein Parador, ein Fünf-Sterne-Hotel mit Restaurant.